# Fractura de Essex-Lopresti
La fractura de Essex Lopresti se refiere a un tipo especial de fractura a nivel del antebrazo, en donde se observa una fractura a nivel de la cabeza del radio con una luxación en la articulación radio-ulnar distal, sumado además a una disrupción en la membrana interósea, lo cual le confiere una gran inestabilidad. La lesión es nombrada así en honor a Peter Essex-Lopresti quien la describió en 1951.

## Mecanismo de acción
Pacientes que caen desde altura apoyándose con la mano

## Diagnóstico
El dolor a nivel de la articulación proximal y distal de la articulación radio-ulnar, sumado a las imágenes correspondientes realizan el diagnóstico. En general, se observa una subluxación dorsal a nivel ulnar en la muñeca.

## Tratamiento
La reconstrucción de la membrana interósea con aloinjerto, reemplazo protésico de la cúpula radial, procedimiento  de Sauve-Kapandji y, finalmente, la creación de un antebrazo 
de un solo hueso.
- Datos: Q1368814